# Morti nel 1788
| Questa pagina contiene informazioni ricavate automaticamente dalle voci biografiche con l'ausilio del template Bio e di un bot. L'aggiornamento è periodico e automatico e ricostruisce completamente la pagina. Se manca una persona in questa lista, sei pregato di non aggiungerla, ma accertati piuttosto che la sua voce biografica contenga il template Bio e che i dati anagrafici siano correttamente compilati. Se il template Bio manca, inseriscilo tu stesso o, in alternativa, metti l'avviso {{tmp\|Bio}} che ne segnala la mancanza. Se i dati riportati sono sbagliati, correggi direttamente la voce biografica; le modifiche saranno visibili in questa lista entro pochi giorni. Per chiarimenti vedi il progetto biografie. La lista contiene solo le 146 persone che sono citate nell'enciclopedia e per le quali è stato implementato correttamente il template Bio. Pagina aggiornata al 18 lug 2025. |

## Gennaio(10)
- 5 gennaio - Charles-Augustin de Ferriol d'Argental, diplomatico francese (n. 1700)
- 9 gennaio - Benedict Swingate Calvert, politico statunitense (n. 1722)
- 11 gennaio - François Joseph Paul de Grasse, ammiraglio francese (n. 1722)
- 15 gennaio - Gaetano Latilla, compositore italiano (n. 1711)
- 17 gennaio - Alessio Prati, compositore italiano (n. 1750)
- 21 gennaio - Paul d'Albert de Luynes, cardinale e arcivescovo cattolico francese (n. 1703)
- 24 gennaio - Giovanni Battista Ronchelli, pittore italiano (n. 1715)
- 28 gennaio - Adriano Cristofali, architetto e ingegnere italiano (n. 1718)
- 31 gennaio - Carlo Edoardo Stuart, nobile (n. 1720)
- 31 gennaio - Francesco Zanetti, compositore e direttore d'orchestra italiano (n. 1737)

## Febbraio(19)
- 2 febbraio - James Stuart, architetto, pittore e archeologo britannico (n. 1713)
- 3 febbraio - John Reynolds, ammiraglio e politico britannico (n. 1713)
- 4 febbraio - Girolamo Pompei, poeta, drammaturgo e traduttore italiano (n. 1731)
- 6 febbraio - Parsegh Bedros IV Avkadian (n. 1743)
- 6 febbraio - Vincenzo Fato, pittore italiano (n. 1705)
- 6 febbraio - Maria Anna von Kottulinsky, principessa (n. 1707)
- 9 febbraio - Giacomo Abbondo, presbitero italiano (n. 1720)
- 11 febbraio - Antonio Maria Ambrogi, letterato e latinista italiano (n. 1713)
- 13 febbraio - Jean-Germain Drouais, pittore francese (n. 1763)
- 15 febbraio - Maria Giuseppina di Harrach-Rohrau, principessa tedesca (n. 1727)
- 16 febbraio - Mariano Arciero, presbitero italiano (n. 1707)
- 16 febbraio - George Anne Bellamy, attrice irlandese (n. 1731)
- 17 febbraio - Maurice Quentin de La Tour, pittore francese (n. 1704)
- 18 febbraio - John Whitehurst, orologiaio e scienziato britannico (n. 1713)
- 20 febbraio - Filiberto Pascale, vescovo cattolico italiano (n. 1722)
- 20 febbraio - Domenico Passerini, pittore italiano (n. 1723)
- 21 febbraio - Francesco Angiolini, traduttore e scrittore italiano (n. 1750)
- 21 febbraio - Johann Georg Palitzsch, astronomo tedesco (n. 1723)
- 29 febbraio - Pasquale Acquaviva d'Aragona, cardinale italiano (n. 1718)

## Marzo(10)
- 1º marzo - Antonio I, vescovo ortodosso georgiano (n. 1719)
- 2 marzo - Salomon Gessner, poeta e pittore svizzero (n. 1730)
- 4 marzo - Antonio Eugenio Visconti, cardinale e arcivescovo cattolico italiano (n. 1713)
- 6 marzo - Romualdo de Sterlich, filosofo italiano (n. 1712)
- 7 marzo - Karl Friedrich Flögel, storico tedesco (n. 1729)
- 15 marzo - Ludwig Joseph von Welden, vescovo cattolico tedesco (n. 1727)
- 18 marzo - Lorenzo Bernardino Pinto, architetto italiano (n. 1704)
- 29 marzo - Charles Wesley, presbitero inglese (n. 1707)
- 30 marzo - Teodosio V Dahan, patriarca cattolico libanese (n. 1698)
- 31 marzo - Benedetto Cervone, vescovo cattolico italiano (n. 1732)

## Aprile(9)
- 1º aprile - Antonio González Ruiz, pittore spagnolo (n. 1711)
- 8 aprile - Gennaro Boltri, pittore e miniaturista italiano (n. 1730)
- 12 aprile - Giambattista Albertini, diplomatico e politico italiano (n. 1717)
- 12 aprile - Charles-Antoine Campion, compositore italiano (n. 1720)
- 12 aprile - Carlo Giuseppe Toeschi, violinista e compositore tedesco (n. 1731)
- 15 aprile - Giuseppe Bonno, compositore austriaco (n. 1711)
- 15 aprile - Mary Delany, artista inglese (n. 1700)
- 15 aprile - Jean-Paul Grandjean de Fouchy, astronomo francese (n. 1707)
- 16 aprile - Georges-Louis Leclerc de Buffon, nobile, naturalista e matematico francese (n. 1707)

## Maggio(7)
- 2 maggio - Francesco Pettorelli Lalatta, vescovo cattolico italiano (n. 1712)
- 2 maggio - Antoine de Malvin de Montazet, nobile e arcivescovo cattolico francese (n. 1713)
- 4 maggio - Marija Andreevna Matveeva, nobildonna russa (n. 1699)
- 8 maggio - Giovanni Antonio Scopoli, naturalista e medico italiano (n. 1723)
- 12 maggio - Luigi Ernesto di Brunswick-Lüneburg (n. 1718)
- 17 maggio - Antonio Orgiazzi, pittore italiano (n. 1709)
- 29 maggio - Jacques Aliamet, incisore e editore francese (n. 1726)

## Giugno(5)
- 2 giugno - Giovanni Battista Lampugnani, compositore e clavicembalista italiano
- 21 giugno - Johann Georg Hamann, filosofo prussiano (n. 1730)
- 23 giugno - Alfonso Varano, poeta e drammaturgo italiano (n. 1705)
- 24 giugno - Christiana Nickson, nobildonna irlandese (n. 1732)
- 28 giugno - Johann Christoph Vogel, compositore tedesco (n. 1756)

## Luglio(6)
- 3 luglio - François Jacquier, matematico e fisico francese (n. 1711)
- 12 luglio - Gioacchino Castelli, vescovo cattolico italiano (n. 1708)
- 12 luglio - Abel Smith, banchiere e politico inglese (n. 1717)
- 21 luglio - Gaetano Filangieri, giurista e filosofo italiano (n. 1752)
- 23 luglio - Karl Ivanovič Mufel', generale e nobile tedesco (n. 1736)
- 30 luglio - Heinrich Kajetan von Blümegen, politico e nobile austriaco (n. 1715)

## Agosto(13)
- 2 agosto - Nathaniel Cotton, poeta e medico inglese (n. 1707)
- 2 agosto - Thomas Gainsborough, pittore inglese (n. 1727)
- 7 agosto - Ignazio Isler, religioso, scrittore e poeta italiano (n. 1702)
- 8 agosto - Louis François Armand de Vignerot du Plessis de Richelieu, nobile, militare e diplomatico francese (n. 1696)
- 9 agosto - Carl von Imhoff, militare e pittore tedesco (n. 1734)
- 10 agosto - Marianna Hercolani di Marsciano, nobile italiana (n. 1707)
- 13 agosto - Esma Sultan, principessa ottomana (n. 1726)
- 16 agosto - Francisco Javier Alegre, gesuita messicano (n. 1729)
- 16 agosto - Saverio Selecchy, organista italiano (n. 1708)
- 17 agosto - Gerasimo III di Alessandria, arcivescovo ortodosso greco
- 25 agosto - Tanuma Okitsugu, funzionario giapponese (n. 1719)
- 26 agosto - Elizabeth Chudleigh, nobildonna inglese (n. 1721)
- 28 agosto - Joseph-Henri Bouchard d'Esparbez de Lussan, generale e diplomatico francese (n. 1714)

## Settembre(12)
- 1º settembre - Emmanuel Armand de Vignerot du Plessis, politico, militare e nobile francese (n. 1720)
- 2 settembre - George Montagu, IV duca di Manchester, politico e diplomatico inglese (n. 1737)
- 5 settembre - Luisa di Lorena, nobildonna francese (n. 1718)
- 6 settembre - Giovanni Carlo Boschi, cardinale e arcivescovo cattolico italiano (n. 1715)
- 11 settembre - Giuseppe di Braganza, principe portoghese (n. 1761)
- 14 settembre - Noël Jourda, generale francese (n. 1705)
- 17 settembre - John Penn, politico statunitense (n. 1741)
- 25 settembre - Heinrich von Bibra, vescovo cattolico e abate tedesco (n. 1711)
- 27 settembre - Augusta di Brunswick-Wolfenbüttel, principessa (n. 1764)
- 27 settembre - Robert Taylor, architetto inglese (n. 1714)
- 30 settembre - John Banister, avvocato statunitense (n. 1734)
- 30 settembre - Matthäus Günther, pittore tedesco (n. 1705)

## Ottobre(7)
- 1º ottobre - William Brodie, artigiano, politico e criminale scozzese (n. 1741)
- 14 ottobre - William Courtenay, VIII conte di Devon, nobile inglese (n. 1742)
- 15 ottobre - Giuseppe Capocchiani, vescovo cattolico italiano (n. 1713)
- 15 ottobre - Samuel Greig, ammiraglio russo (n. 1736)
- 16 ottobre - Federico di Gesù, teologo tedesco (n. 1721)
- 17 ottobre - John Brown, medico scozzese (n. 1735)
- 24 ottobre - François-Jean de Chastellux, generale e storico francese (n. 1734)

## Novembre(13)
- 1º novembre - Rudolph Joseph von Colloredo-Waldsee, nobile e politico austriaco (n. 1706)
- 1º novembre - Samuel Elbert, politico e generale statunitense (n. 1740)
- 2 novembre - Maria Anna Vittoria di Braganza, principessa portoghese (n. 1768)
- 3 novembre - Procopio I di Gerusalemme, arcivescovo ortodosso greco
- 13 novembre - Giovanni Lapi, abate e botanico italiano (n. 1720)
- 14 novembre - Giovanni Domenico Maraldi, astronomo italiano (n. 1709)
- 17 novembre - Carlo Camuzi, patriarca cattolico italiano (n. 1706)
- 23 novembre - Gabriele di Borbone-Spagna, spagnolo (n. 1752)
- 25 novembre - Thomas Amory, scrittore irlandese (n. 1691)
- 25 novembre - Manuel de Guirior, generale spagnolo (n. 1708)
- 27 novembre - Francesca Bicetti de Buttinoni, poetessa italiana (n. 1712)
- 28 novembre - Carlo Cristiano di Nassau-Weilburg, principe tedesco (n. 1735)
- 30 novembre - Domenico Maria Manni, filologo, editore e storico italiano (n. 1690)

## Dicembre(13)
- 5 dicembre - Paul Hippolyte de Beauvilliers, ammiraglio francese (n. 1712)
- 6 dicembre - Nicole-Reine Lepaute, astronoma e matematica francese (n. 1723)
- 8 dicembre - Pierre André de Suffren de Saint Tropez, ammiraglio francese (n. 1729)
- 10 dicembre - Jules Hercule Mériadec de Rohan-Guéméné, nobile francese (n. 1726)
- 10 dicembre - Joseph-Marie-François de Lassone, medico e chimico francese (n. 1717)
- 11 dicembre - Pëtr Borisovič Šeremetev, ufficiale russo (n. 1713)
- 12 dicembre - Federico Enrico di Brandeburgo-Schwedt, nobile (n. 1709)
- 14 dicembre - Carl Philipp Emanuel Bach, compositore, organista e clavicembalista tedesco (n. 1714)
- 14 dicembre - Carlo III di Spagna, sovrano (n. 1716)
- 19 dicembre - Juan Bautista de Anza, esploratore e politico spagnolo (n. 1736)
- 22 dicembre - Percivall Pott, chirurgo britannico (n. 1714)
- 29 dicembre - Gustav David Hamilton, generale svedese (n. 1699)
- 30 dicembre - Francesco Zuccarelli, pittore italiano (n. 1702)

## Senza giorno specificato(22)
- Francesco Battaglia, architetto italiano (n. 1701)
- Ambroise-Nicolas Cousinet, orafo e scultore francese (n. 1710)
- Jean-Baptiste Mercier Dupaty, giurista, letterato e scrittore francese (n. 1746)
- Moses Harris, entomologo e incisore inglese (n. 1730)
- Giovanni Battista Jurileo, vescovo cattolico dalmata (n. 1711)
- Jean-François de La Pérouse, navigatore, geografo e esploratore francese (n. 1741)
- Joseph Lepaute Dagelet, astronomo e matematico francese (n. 1751)
- Facundo Lozano, teologo e medico spagnolo (n. 1713)
- Giovanni Ludovico Luchi, religioso, storico e paleografo italiano (n. 1702)
- Domenico Oranges, pittore italiano (n. 1710)
- Pakubuwono III, sovrano indonesiano (n. 1732)
- Anna Piattoli Bacherini, pittrice italiana (n. 1720)
- Maurizio Pipino, medico e scrittore italiano (n. 1739)
- Ginepro da Diecimo, teologo italiano
- Stefano Raffei, filologo, numismatico e gesuita italiano (n. 1712)
- Hermann Friedrich Raupach, compositore e clavicembalista tedesco (n. 1728)
- Antonio Sacco, attore teatrale italiano (n. 1708)
- Toriyama Sekien, pittore e disegnatore giapponese (n. 1712)
- Giuseppe Turbini, pittore italiano (n. 1702)
- Matthew Turner, medico inglese
- Benjamin Wilson, pittore e scienziato inglese (n. 1721)
- Francesco Maria Zuccari, francescano, compositore e organista italiano (n. 1694)